# 1847 Stobbe
1847 Stobbe (A916 CA) là một tiểu hành tinh vành đai chính được phát hiện ngày 1 tháng 2 năm 1916 bởi H. Thiele ở Bergedorf.